# Cantó de Grésy-sur-Isère
El cantó de Grésy-sur-Isère és un cantó francès del departament de la Savoia, situat al districte d'Albertville. Té 11 municipis i el cap és Grésy-sur-Isère.

## Municipis
- Bonvillard
- Cléry
- Frontenex
- Grésy-sur-Isère
- Montailleur
- Notre-Dame-des-Millières
- Plancherine
- Sainte-Hélène-sur-Isère
- Saint-Vital
- Tournon
- Verrens-Arvey

## Història
| Període                                   | Identitat        | Partit          | Qualitat                                                                         |
| ----------------------------------------- | ---------------- | --------------- | -------------------------------------------------------------------------------- |
| Les dades anteriors no són pas conegudes. |                  |                 |                                                                                  |
| 1949-1955                                 | Louis Blondin    | DVG             |                                                                                  |
| 1955-1992                                 | Ferdinand Martin | Rad després DVD | Alcalde de Frontenex (1955-1995)                                                 |
| 1992- en curs                             | André Vairetto   | PS              | Conseller regional Alcalde de Notre-Dame-des-Millières (1989-2001 i des de 2008) |

## Demografia
| 1882                                            | 1926 | 1962 | 1968 | 1975 | 1982  | 1990  | 1999  | 2008  |
| ?                                               | ?    | ?    | ?    | ?    | 5.262 | 6.466 | 7.334 | 8.647 |
| ----------------------------------------------- | ---- | ---- | ---- | ---- | ----- | ----- | ----- | ----- |
| A partir de 1990: Població sense dobles comptes |      |      |      |      |       |       |       |       |